# Jana eurymas
Jana eurymas is een vlinder uit de familie van de Eupterotidae. De wetenschappelijke naam van de soort is voor het eerst geldig gepubliceerd in 1854 door Herrich-Schäffer. De vlinder wordt aangetroffen in Kameroen, Congo-Brazzaville, Congo-Kinshasa, Ghana, Guinee, Kenia, Namibië, Sierra Leone, Zuid-Afrika, Tanzania en Zambia.